# Ушеров-Маршак, Александр Владимирович
Александр Владимирович Ушеров-Маршак — советский и украинский учёный в области технологии производства бетона, профессор, доктор технических наук, заслуженный деятель науки и техники Украины.

## Биография
Родился 10.08.1937.
Окончил Харьковский институт инженеров железнодорожного транспорта (1959) и аспирантуру (1962), в 1966 г. защитил кандидатскую диссертацию на тему «Исследования процессов ускоренного твердения цементов с комплексом химических добавок».
Работал в физико-химической лаборатории института Южгипроцемент, занимался микрокалометрией — высокочувствительным, объективным и информационным методом исследования.
С 1976 г. — в Харьковском инженерно-строительном институте. Занимался вопросами тепловыделения цемента в бетоне, изучал влияние на твердение бетонной смеси химических добавок и повышенных температур.
Научные интересы — калориметрия цемента и бетона, термокинетичный анализ процессов гидратации вяжущих веществ и бетонов.
Обосновал новое научное направление — термокинетику реакций гидратации, впервые классифицировал процессы твердения по количественным признакам — скорости и полноте тепловыделения.
В 1986 г. защитил докторскую диссертацию:
- Термокинетические основы получения и твердения неорганических вяжущих веществ : диссертация … доктора технических наук : 05.17.11. — Харьков, 1985. — 355 с. : ил.

## Награды
Лауреат премии имени Курнакова АН СССР (1985) и Государственной премии Украины в области науки и техники (1994, за 1993 год, за цикл работ «Термодинамические и термокинетические основы строительного материаловедения»).

## Научные труды
Автор 7 монографий, свыше 200 научных публикаций, получил 10 патентов на изобретения.
Сочинения:
- Тепловыделение при твердении вяжущих веществ и бетонов [Текст] / Мчедлов-Петросян О. П., Ушеров-Маршак А. В., Урженко А. М. — Москва : Стройиздат, 1984. — 225 с. : ил.; 20 см.
- Мои бетонные университеты [Текст] : записки технолога / Александр Ушеров-Маршак. — Харьков : Форт, 2013. — 143 с., [10] л. ил., цв. ил., портр. : ил., портр.; 20 см; ISBN 978-617-630-019-9 : 300 экз.